# Thomas Myhre
Thomas Myhre, född 16 oktober 1973 i Sarpsborg, Norge, är en norsk före detta fotbollsmålvakt. Myhre har spelat 56 landskamper för det norska landslaget och var med i Norges trupp i fotbolls-VM 1998 och fotbolls-EM 2000.